# Eulasia rapillyi
Eulasia rapillyi es una especie de coleóptero de la familia Glaphyridae.

## Distribución geográfica
Habita en Israel y Siria.